# Dicranota tuberculata
Dicranota tuberculata är en tvåvingeart som beskrevs av Alexander 1936. Dicranota tuberculata ingår i släktet Dicranota och familjen hårögonharkrankar. Inga underarter finns listade i Catalogue of Life.